# Schefflera vitiensis
Espèce
Synonymes
- Aralia vitiensis A.Gray[1]
- Heptapleurum vitiense (A.Gray) Benth. & Hook.f. ex Drake[1]
- Plerandra vitiensis (Seem.) Baill. (préféré par NCBI)[2]
- Schefflera vitiensis[2]

Statut de conservation UICN

 LC  : Préoccupation mineure
Schefflera vitiensis est une espèce de plantes à fleurs de la famille des Araliaceae.

## Publication originale
- Journal of Botany, British and Foreign 3: 176. 1865.